# 高考復讀
高考復讀，通常簡稱爲復讀，指中國大陸的高考考生因頭年落榜或未考中理想高校等原因而決定放棄當年的錄取機會，重新針對高考進行一年複習並參加次年高考以期考入心儀高校錄取的行爲。
中國大陸恢復高考後，高校錄取率一直相對較低，部分考生爲了考上大學，會選擇重新複習一年再參加次年的高考。但在大陸高校擴招後，錄取率有了一定的提升，這類復讀考生的數量開始降低。但伴隨擴招的學歷貶值使得大專文憑或民辦高校/公辦非重點高校的本科文憑含金量降低，因而部分考生會選擇放棄這類學校的錄取機會並復讀一年，爭取考入重點大學，其中不乏高考分數已經可以考入第一批次錄取本科高校（一本）的考生。另外，有一些學生在進入大學後因爲對學校或專業（受蘇聯體制影響，大部分大陸高校對轉專業的要求嚴格，甚至有部分大學不允許轉專業）不滿意而選擇退學復讀。还有少数复读生为职业考生，即反复参加高考，即使考中重点大学也不就读，目的是赚取民办高中和社会机构开出的丰厚奖金。
高考復讀班（簡稱「高復」）常常被戲稱爲「高四」（因爲中國大陸的高中爲三年制，進行復讀相當於讀第四年高中），如果多次复读还可以戏称为“高四”、“高五”，以此类推。。

## 反對復讀政策
2002年，中華人民共和國教育部發布《关于加强基础教育办学管理若干问题的通知》，提到“各地公办高中不得占用学校正常的教育资源举办高中毕业生复读班，也不得招收高中毕业生插班复读。”2021年6月，重庆市教育委員會印发《关于禁止公办普通高中招收复读生的通知》，要求重慶普通高中学校不得举办复读班，也不得与社会机构联合举办复读班。